# Persone di nome Douglas
| Questa pagina contiene informazioni ricavate automaticamente dalle voci biografiche con l'ausilio del template Bio e di un bot. L'aggiornamento è periodico e automatico e ricostruisce completamente la pagina. Se manca una persona in questa lista, sei pregato di non aggiungerla, ma accertati piuttosto che la sua voce biografica contenga il template Bio e che i dati anagrafici siano correttamente compilati. Se il template Bio manca, inseriscilo tu stesso o, in alternativa, metti l'avviso {{tmp\|Bio}} che ne segnala la mancanza. Se i dati riportati sono sbagliati, correggi direttamente la voce biografica; le modifiche saranno visibili in questa lista entro pochi giorni. Per chiarimenti vedi il progetto antroponimi. La lista contiene solo le 274 persone che sono citate nell'enciclopedia e per le quali è stato implementato correttamente il template Bio. Pagina aggiornata al 16 ott 2024. |

Questa è una lista di persone presenti nell'enciclopedia che hanno il prenome Douglas, suddivise per attività principale.

## Allenatori di calcio a 5(1)
- Douglas Pierrotti, allenatore di calcio a 5 e ex giocatore di calcio a 5 brasiliano (San Paolo, n. 1959)

## Allenatori di hockey su ghiaccio(3)
- Doug McKay, allenatore di hockey su ghiaccio, dirigente sportivo e ex hockeista su ghiaccio canadese (Hamilton, n. 1953)
- Doug Shedden, allenatore di hockey su ghiaccio e ex hockeista su ghiaccio canadese (Wallaceburg, n. 1961)
- Doug Weight, allenatore di hockey su ghiaccio e ex hockeista su ghiaccio statunitense (Warren, n. 1971)

## Allenatori di pallavolo(1)
- Douglas Chiarotti, allenatore di pallavolo e ex pallavolista brasiliano (Santo André, n. 1970)

## Alpinisti(1)
- Douglas William Freshfield, alpinista inglese (Londra, n. 1845 - Forest Row, † 1934)

## Ambientalisti(1)
- Douglas Tompkins, ambientalista, filantropo e regista statunitense (Conneaut, n. 1943 - Coyhaique, † 2015)

## Anatomisti(1)
- Douglas Erith Derry, anatomista e antropologo britannico (n. 1874 - † 1961)

## Arbitri di calcio(1)
- Douglas McDonald, arbitro di calcio scozzese (n. 1965)

## Arcivescovi cattolici(1)
- Douglas Young, arcivescovo cattolico australiano (Brisbane, n. 1950)

## Artisti(2)
- Douglas Gordon, artista scozzese (Glasgow, n. 1966)
- Douglas Huebler, artista statunitense (n. 1924 - † 1997)

## Artisti marziali misti(1)
- Douglas Lima, artista marziale misto brasiliano (Goiânia, n. 1988)

## Astronauti(2)
- Douglas Hurley, ex astronauta statunitense (Endicott, n. 1966)
- Douglas Wheelock, astronauta e militare statunitense (Binghamton, n. 1960)

## Astronomi(2)
- Douglas Tybor Durig, astronomo statunitense (Boston, n. 1961)
- Douglas Orson ReVelle, astronomo e fisico statunitense (Rochester, n. 1945 - Albuquerque, † 2010)

## Attori(29)
- Douglas Barr, attore, regista e sceneggiatore statunitense (Cedar Rapids, n. 1949)
- Douglas Booth, attore e modello britannico (Greenwich, n. 1992)
- Douglas Croft, attore statunitense (Seattle, n. 1926 - Los Angeles, † 1963)
- Doug Davidson, attore statunitense (Glendale, n. 1954)
- Douglas Dick, attore statunitense (Charleston, n. 1920 - Los Angeles, † 2015)
- Doug E. Doug, attore e produttore cinematografico statunitense (New York, n. 1970)
- Douglass Dumbrille, attore canadese (Hamilton, n. 1889 - Los Angeles, † 1974)
- Douglas Emerson, attore statunitense (Glendale, n. 1974)
- Douglas Fairbanks Jr., attore e militare statunitense (New York, n. 1909 - New York, † 2000)
- Douglas Fairbanks, attore e produttore cinematografico statunitense (Denver, n. 1883 - Santa Monica, † 1939)
- Douglas Fisher, attore britannico (n. 1941 - † 2000)
- Douglas Fowley, attore statunitense (New York, n. 1911 - Los Angeles, † 1998)
- Douglas Gerrard, attore e regista irlandese (Dublino, n. 1891 - Hollywood, † 1950)
- Douglas Henshall, attore britannico (Glasgow, n. 1965)
- Douglas Hodge, attore, cantante e regista britannico (Plymouth, n. 1960)
- Doug Hutchison, attore statunitense (Dover, n. 1960)
- Christopher Judge, attore e doppiatore statunitense (Los Angeles, n. 1964)
- Douglas Kennedy, attore statunitense (New York, n. 1915 - Honolulu, † 1973)
- Douglas MacLean, attore, sceneggiatore e produttore cinematografico statunitense (Filadelfia, n. 1890 - Los Angeles, † 1967)
- Doug McClure, attore statunitense (Glendale, n. 1935 - Sherman Oaks, † 1995)
- Douglas McFerran, attore britannico (Luton, n. 1958)
- Douglas Payne, attore britannico (n. 1875 - Londra, † 1935)
- Douglas Rain, attore e doppiatore canadese (Winnipeg, n. 1928 - St. Marys, † 2018)
- Doug Savant, attore statunitense (Burbank, n. 1964)
- Douglas Seale, attore e doppiatore inglese (Londra, n. 1913 - New York, † 1999)
- Douglas Sills, attore statunitense (Detroit, n. 1960)
- Douglas Smith, attore canadese (Toronto, n. 1985)
- Douglas Spencer, attore statunitense (Princeton, n. 1910 - Los Angeles, † 1960)
- Douglas Tait, attore e produttore cinematografico statunitense (Tarzana, n. 1978)

## Autori di giochi(1)
- Douglas Niles, autore di giochi e scrittore statunitense (Brookfield, n. 1954)

## Autori televisivi(1)
- Douglas Marland, autore televisivo e attore statunitense (n. 1935 - † 1993)

## Aviatori(1)
- Douglas Bader, aviatore britannico (Londra, n. 1910 - Chiswick, † 1982)

## Avvocati(1)
- Douglas Emhoff, avvocato statunitense (New York, n. 1964)

## Banchieri(1)
- Douglas Flint, banchiere scozzese (Glasgow, n. 1955)

## Bassisti(4)
- Doug Ardito, bassista, chitarrista e tastierista statunitense (Bedford, n. 1971)
- Duke Erikson, bassista e polistrumentista statunitense (Lyons, n. 1953)
- Dougie Payne, bassista britannico (Glasgow, n. 1972)
- Dougie Poynter, bassista, modello e stilista britannico (Corringham, n. 1987)

## Bobbisti(1)
- Douglas Anakin, bobbista e slittinista canadese (Chatham, n. 1930 - † 2020)

## Calciatori(45)
- Douglas, calciatore brasiliano (Florianópolis, n. 1988)
- Douglas Abner, calciatore brasiliano (Brasilia, n. 1996)
- Doug Allder, ex calciatore inglese (Londra, n. 1951)
- Matías Arezo, calciatore uruguaiano (Montevideo, n. 2002)
- Douglas Arnott, ex calciatore scozzese (Lanark, n. 1964)
- Douglas Aurélio, calciatore brasiliano (Teófilo Otoni, n. 1999)
- Douglas Baggio, calciatore brasiliano (Jaboatão dos Guararapes, n. 1995)
- Douglas Jardel, calciatore brasiliano (Santana do Livramento, n. 1995)
- Doug Cowie, calciatore e allenatore di calcio scozzese (Aberdeen, n. 1926 - Dundee, † 2021)
- Douglão, ex calciatore brasiliano (Dois Vizinhos, n. 1986)
- Douglas Pereira dos Santos, calciatore brasiliano (Monte Alegre de Goiás, n. 1990)
- Douglas Vieira, calciatore brasiliano (Brasile, n. 1987)
- Douglas de Oliveira, ex calciatore brasiliano (Ponta Grossa, n. 1986)
- Douglas Felisbino de Oliveira, calciatore brasiliano (Porto Alegre, n. 1995)
- Douglas Costa, calciatore brasiliano (Sapucaia do Sul, n. 1990)
- Douglas Mineiro, calciatore brasiliano (Nova Era, n. 1993)
- Douglas Coutinho, calciatore brasiliano (Volta Redonda, n. 1994)
- Dougie Gray, calciatore scozzese (Alford, n. 1905 - Glasgow, † 1972)
- Douglas Grolli, calciatore brasiliano (São Miguel do Oeste, n. 1989)
- Doug Lishman, calciatore inglese (Birmingham, n. 1923 - Stoke-on-Trent, † 1994)
- Doug Livermore, ex calciatore e allenatore di calcio inglese (Prescot, n. 1947)
- Douglas López, calciatore costaricano (Alajuela, n. 1998)
- Douglas Maia, ex calciatore brasiliano (Arapongas, n. 1989)
- Douglas Martínez, calciatore honduregno (Olanchito, n. 1997)
- Douglas McBain, calciatore scozzese (Blantyre, n. 1924 - † 2008)
- Frank McDougall, calciatore scozzese (Glasgow, n. 1958 - † 2023)
- Douglas McMillan, ex calciatore e allenatore di calcio scozzese (Dundee, n. 1944)
- Douglas McWhirter, calciatore inglese (Erith, n. 1886 - Plumstead, † 1966)
- Douglas Mendes, calciatore brasiliano (Tocantins, n. 2004)
- Douglas Moreira Fagundes, calciatore brasiliano (Santo Antônio do Sudoeste, n. 1996)
- Douglas Packer, ex calciatore brasiliano (Indaial, n. 1987)
- Douglas Santos, calciatore brasiliano (João Pessoa, n. 1994)
- Douglas Friedrich, calciatore brasiliano (Candelária, n. 1988)
- Douglas Sequeira, ex calciatore costaricano (San José, n. 1977)
- Douglas Silva Bacelar, calciatore brasiliano (San Paolo, n. 1990)
- Douglas Silva, ex calciatore brasiliano (Porto Alegre, n. 1983)
- Douglas Augusto, calciatore brasiliano (Rio de Janeiro, n. 1997)
- Douglas Luiz, calciatore brasiliano (Rio de Janeiro, n. 1998)
- Doug Somner, ex calciatore britannico (Edimburgo, n. 1951)
- Doug Warren, ex calciatore statunitense (Palatine, n. 1981)
- Dougie Wood, ex calciatore e allenatore di calcio scozzese (Musselburgh, n. 1940)
- Douglas Tanque, calciatore brasiliano (Santa Cruz do Rio Pardo, n. 1993)
- Douglas da Silva, ex calciatore brasiliano (Florianópolis, n. 1984)
- Douglas Renato de Jesus, ex calciatore brasiliano (Ribeirão Preto, n. 1983)
- Douglas dos Santos, ex calciatore brasiliano (Criciúma, n. 1982)

## Canoisti(1)
- Douglas Bennett, canoista canadese (Saint-Lambert, n. 1918 - † 2008)

## Canottieri(2)
- Douglas Kertland, canottiere canadese (Toronto, n. 1887 - † 1982)
- Douglas Stuart, canottiere britannico (Kingston upon Thames, n. 1885 - Marsiglia, † 1969)

## Cantanti(4)
- Buster Bloodvessel, cantante britannico (Londra, n. 1958)
- Doug Fieger, cantante statunitense (Oak Park, n. 1952 - Woodland Hills, † 2010)
- Doug Stone, cantante statunitense (Marietta, n. 1956)
- Doug Yule, cantante e musicista statunitense (Mineola, n. 1947)

## Cantautori(1)
- Doug Robb, cantautore e musicista statunitense (Agoura Hills, n. 1975)

## Cestisti(16)
- Doug Brinham, cestista canadese (Vancouver, n. 1934 - White Rock, † 2020)
- Doug Christie, ex cestista e allenatore di pallacanestro statunitense (Seattle, n. 1970)
- Doug Cook, ex cestista statunitense (Ho-Ho-Kus, n. 1948)
- Douglas Creighton, cestista statunitense (n. 1985)
- Doug Edwards, ex cestista statunitense (Miami, n. 1971)
- Doug Gresham, cestista canadese (n. 1929 - † 2015)
- Doug Holcomb, cestista e allenatore di pallacanestro statunitense (Milwaukee, n. 1921 - Scranton, † 2008)
- Doug Kistler, cestista statunitense (Radnor, n. 1938 - Charlotte, † 1980)
- Doug Lee, ex cestista statunitense (Washington, n. 1964)
- Doug McDermott, cestista statunitense (Grand Forks, n. 1992)
- Doug Moe, ex cestista e allenatore di pallacanestro statunitense (Brooklyn, n. 1938)
- Doug Overton, ex cestista e allenatore di pallacanestro statunitense (Filadelfia, n. 1969)
- Doug Roth, ex cestista statunitense (Knoxville, n. 1967)
- Doug Smith, ex cestista statunitense (Detroit, n. 1969)
- Doug Spradley, ex cestista e allenatore di pallacanestro statunitense (Tacoma, n. 1966)
- Doug Thomas, ex cestista statunitense (Los Angeles, n. 1983)

## Chirurghi(1)
- Douglas Argyll Robertson, chirurgo scozzese (Edimburgo, n. 1837 - Gondal, † 1909)

## Chitarristi(2)
- Doug Blair, chitarrista statunitense (n. 1963)
- Doug Scarratt, chitarrista britannico (Hove, n. 1959)

## Comici(1)
- Doug Stanhope, comico statunitense (Worcester, n. 1967)

## Conduttori televisivi(1)
- Douglas Edwards, conduttore televisivo e conduttore radiofonico statunitense (Ada, n. 1917 - New York, † 1990)

## Contrabbassisti(1)
- Doug Watkins, contrabbassista e violoncellista statunitense (Detroit, n. 1934 - Holbrook, † 1962)

## Crickettisti(1)
- Douglas Robinson, crickettista britannico (Plymouth, n. 1864 - Londra, † 1937)

## Direttori della fotografia(1)
- Douglas Slocombe, direttore della fotografia britannico (Londra, n. 1913 - Londra, † 2016)

## Dirigenti sportivi(1)
- Doug Smith, dirigente sportivo e calciatore scozzese (Aberdeen, n. 1937 - Dundee, † 2012)

## Doppiatori(1)
- Mr. Lawrence, doppiatore e sceneggiatore statunitense (East Brunswick, n. 1969)

## Economisti(3)
- Douglas Diamond, economista statunitense (n. 1953)
- Douglas Fitzgerald Dowd, economista statunitense (San Francisco, n. 1919 - Bologna, † 2017)
- Douglas McGregor, economista, docente e psicologo statunitense (Detroit, n. 1906 - † 1964)

## Esploratori(1)
- Douglas Mawson, esploratore australiano (Shipley, n. 1882 - Brighton, † 1958)

## Fisici(1)
- Douglas Osheroff, fisico statunitense (Aberdeen, n. 1945)

## Fotografi(2)
- Douglas Kirkland, fotografo canadese (Toronto, n. 1934 - Los Angeles, † 2022)
- Douglas Martin, fotografo statunitense

## Fumettisti(3)
- Doug Mahnke, fumettista statunitense (Saint Paul, n. 1963)
- Doug Moench, fumettista statunitense (Chicago, n. 1948)
- Curt Swan, fumettista e illustratore statunitense (Willmar, n. 1920 - † 1996)

## Generali(4)
- Douglas Cochrane, XII conte di Dundonald, generale britannico (Banff, n. 1852 - Wimbledon, † 1935)
- Douglas Dawson, generale irlandese (n. 1854 - † 1933)
- Douglas Haig, generale e nobile britannico (Edimburgo, n. 1861 - Londra, † 1928)
- Douglas MacArthur, generale statunitense (Little Rock, n. 1880 - Washington, † 1964)

## Geologi(1)
- Douglas Lawson, geologo, paleontologo e informatico statunitense (n. 1947)

## Giocatori di baseball(1)
- Doug Fister, ex giocatore di baseball statunitense (Merced, n. 1984)

## Giocatori di calcio a 5(4)
- Douglas Correia, giocatore di calcio a 5 brasiliano (San Paolo, n. 1982)
- Douglas Corsini, giocatore di calcio a 5 brasiliano (Mandaguari, n. 1982)
- Douglas Júnior, giocatore di calcio a 5 brasiliano (Guamaré, n. 1988)
- Douglas Nicolodi, giocatore di calcio a 5 brasiliano (Mormaço, n. 1988)

## Giocatori di football americano(12)
- Doug Atkins, giocatore di football americano statunitense (Humboldt, n. 1930 - Knoxville, † 2015)
- Doug Baldwin, ex giocatore di football americano statunitense (Gulf Breeze, n. 1988)
- Doug Brien, ex giocatore di football americano statunitense (Bloomfield, n. 1970)
- Terrell Buckley, ex giocatore di football americano statunitense (Pascagoula, n. 1971)
- Doug Buffone, giocatore di football americano statunitense (Yatesboro, n. 1944 - Chicago, † 2015)
- Doug Flutie, ex giocatore di football americano statunitense (Manchester, n. 1962)
- Doug Hart, giocatore di football americano statunitense (Fort Worth, n. 1939 - Minneapolis, † 2020)
- Doug Marrone, ex giocatore di football americano e allenatore di football americano statunitense (Bronx, n. 1964)
- Doug Martin, ex giocatore di football americano statunitense (Fairfield, n. 1957)
- Doug Nienhuis, ex giocatore di football americano statunitense (Irvine, n. 1982)
- Doug Thomas, giocatore di football americano statunitense (Rockingham, n. 1969 - Charlotte, † 2014)
- Doug Williams, ex giocatore di football americano e allenatore di football americano statunitense (Zachary, n. 1955)

## Giornalisti(3)
- Douglas Murray, giornalista britannico (Londra, n. 1979)
- Douglas Ritchie, giornalista britannico (n. 1905 - † 1967)
- D. Scott Rogo, giornalista, saggista e parapsicologo statunitense (Los Angeles, n. 1950 - Los Angeles, † 1990)

## Hockeisti su ghiaccio(8)
- Doug Everett, hockeista su ghiaccio statunitense (Cambridge, n. 1905 - Concord, † 1996)
- Doug Favell, ex hockeista su ghiaccio canadese (St. Catharines, n. 1945)
- Doug Gilmour, ex hockeista su ghiaccio e allenatore di hockey su ghiaccio canadese (Kingston, n. 1963)
- Doug Harvey, hockeista su ghiaccio canadese (Montréal, n. 1924 - Montréal, † 1989)
- Doug McKay, hockeista su ghiaccio e allenatore di hockey su ghiaccio canadese (Hamilton, n. 1929 - Burlington, † 2020)
- Doug Morrison, ex hockeista su ghiaccio canadese (Prince George, n. 1960)
- Brad Park, ex hockeista su ghiaccio e allenatore di hockey su ghiaccio canadese (Toronto, n. 1948)
- Doug Robinson, ex hockeista su ghiaccio canadese (St. Catharines, n. 1940)

## Illusionisti(1)
- Doug Henning, illusionista canadese (Winnipeg, n. 1947 - Los Angeles, † 2000)

## Imprenditori(3)
- Doug Carlston, imprenditore e dirigente d'azienda statunitense (Boston, n. 1947)
- Doug Leone, imprenditore statunitense (Genova, n. 1957)
- Douglas Vickers, imprenditore e politico inglese (n. 1861 - † 1937)

## Informatici(1)
- Douglas Lenat, informatico e dirigente d'azienda statunitense (Filadelfia, n. 1950 - Austin, † 2023)

## Ingegneri(1)
- Douglas Snyder, ingegnere statunitense

## Inventori(1)
- Douglas Engelbart, inventore e ingegnere statunitense (Portland, n. 1925 - Atherton, † 2013)

## Islamisti(1)
- Douglas Morton Dunlop, islamista e storico britannico (n. 1909 - Cambridge, † 1987)

## Lessicografi(1)
- Douglas Harper, lessicografo e giornalista statunitense (Filadelfia, n. 1960)

## Librettisti(1)
- Douglas Carter Beane, librettista, commediografo e sceneggiatore statunitense (Wilkes-Barre, n. 1959)

## Linguisti(1)
- Douglas Q. Adams, linguista statunitense

## Lottatori(1)
- Douglas Blubaugh, lottatore statunitense (Ponca City, n. 1934 - † 2011)

## Maratoneti(1)
- Douglas Wakiihuri, ex maratoneta keniota (Mombasa, n. 1963)

## Matematici(1)
- Douglas Hartree, matematico e fisico inglese (Cambridge, n. 1897 - Cambridge, † 1958)

## Mezzofondisti(2)
- Douglas Lowe, mezzofondista britannico (Manchester, n. 1902 - Cranbrook, † 1981)
- Gordon Pirie, mezzofondista britannico (Leeds, n. 1931 - Lymington, † 1991)

## Militari(2)
- Douglas Graham, V duca di Montrose, militare scozzese (n. 1852 - † 1925)
- Douglas Nicholson, ufficiale inglese (n. 1867 - † 1946)

## Montatori(1)
- Douglas Crise, montatore statunitense (Smithton, n. 1961)

## Musicisti(4)
- Emancipator, musicista e produttore discografico statunitense (New York, n. 1987)
- Doug Kershaw, musicista, cantante e compositore statunitense (Parrocchia di Cameron, n. 1936)
- Douglas Pearce, musicista, fotografo e attore britannico (Sheerwater, n. 1956)
- Dee Dee Ramone, musicista, rapper e cantautore statunitense (Fort Lee, n. 1951 - Hollywood, † 2002)

## Nobili(2)
- Douglas Douglas-Hamilton, XIV duca di Hamilton, nobile e ufficiale scozzese (Londra, n. 1903 - Edimburgo, † 1973)
- Douglas Hamilton, VIII duca di Hamilton, nobile scozzese (Edimburgo, n. 1756 - Hamilton, † 1799)

## Nuotatori(3)
- Doug Gjertsen, ex nuotatore statunitense (Phillipsburg, n. 1969)
- Douglas Northway, ex nuotatore statunitense (n. 1955)
- Douglas Russell, ex nuotatore statunitense (Midland, n. 1947)

## Pallanuotisti(5)
- Doug Burke, ex pallanuotista statunitense (Modesto, n. 1957)
- Doug Kimbell, ex pallanuotista statunitense (Long Beach, n. 1960)
- Doug Laing, pallanuotista australiano (Shanghai, n. 1931 - † 2014)
- Douglas Lima, ex pallanuotista brasiliano (Manaus, n. 1932)
- Douglas Melville, pallanuotista sudafricano (Johannesburg, n. 1928)

## Pallavolisti(2)
- Dusty Dvorak, ex pallavolista e ex giocatore di beach volley statunitense (San Diego, n. 1958)
- Douglas de Souza, pallavolista brasiliano (Santa Bárbara d'Oeste, n. 1995)

## Pediatri(1)
- Douglas Gairdner, pediatra scozzese (n. 1910 - † 1992)

## Pianisti(1)
- Clare Fischer, pianista, compositore e arrangiatore statunitense (Durand, n. 1928 - Los Angeles, † 2012)

## Pistard(1)
- Graeme Obree, ex pistard e ciclista su strada britannico (Nuneaton, n. 1965)

## Politici(17)
- Douglas Alexander, politico britannico (Glasgow, n. 1967)
- Douglas Applegate, politico statunitense (Steubenville, n. 1928 - Brooksville, † 2021)
- Doug Bereuter, politico statunitense (York, n. 1939)
- Doug Burgum, politico e imprenditore statunitense (Arthur, n. 1956)
- Douglas Cagas, politico filippino (n. 1943 - Digos, † 2021)
- Doug Collins, politico statunitense (Gainesville, n. 1966)
- Douglas Fisher, politico, giornalista e insegnante canadese (Sioux Lookout, n. 1919 - Ottawa, † 2009)
- Douglas Hurd, politico e scrittore britannico (Londra, n. 1930)
- Douglas Hyde, politico irlandese (Castlerea, n. 1860 - Dublino, † 1949)
- Doug LaMalfa, politico statunitense (Oroville, n. 1960)
- Doug Lamborn, politico statunitense (Leavenworth, n. 1954)
- Mike McIntyre, politico e avvocato statunitense (Lumberton, n. 1956)
- Doug Ose, politico statunitense (Sacramento, n. 1955)
- Wayne Owens, politico statunitense (Panguitch, n. 1937 - Tel Aviv, † 2002)
- Pete Peterson, politico, militare e ambasciatore statunitense (Omaha, n. 1935)
- Doug Phillips, politico canadese (Toronto, n. 1946)
- Doug Walgren, politico statunitense (Rochester, n. 1940)

## Produttori televisivi(1)
- Douglas Petrie, produttore televisivo, sceneggiatore e regista statunitense

## Pugili(2)
- Doug Lewis, pugile canadese (Toronto, n. 1898 - Los Angeles, † 1981)
- Douglas Rodríguez, pugile cubano (Santiago di Cuba, n. 1950 - L'Avana, † 2012)

## Rapper(1)
- Doug E. Fresh, rapper, beatboxer e produttore discografico statunitense (Christ Church, n. 1966)

## Registi(6)
- Douglas Heyes, regista, sceneggiatore e scrittore statunitense (Los Angeles, n. 1919 - Beverly Hills, † 1993)
- Douglas Hickox, regista inglese (Londra, n. 1929 - Londra, † 1988)
- Douglas Jackson, regista e produttore cinematografico canadese (Montréal, n. 1940)
- Doug Liman, regista, produttore cinematografico e produttore televisivo statunitense (New York, n. 1965)
- Douglas Sirk, regista tedesco (Amburgo, n. 1897 - Lugano, † 1987)
- Douglas Trumbull, regista, produttore cinematografico e effettista statunitense (Los Angeles, n. 1942 - Albany, † 2022)

## Religiosi(1)
- Douglas Nicholls, religioso, politico e giocatore di football australiano australiano (n. 1906 - † 1988)

## Rugbisti a 15(2)
- Dougie Hall, rugbista a 15 scozzese (Dingwall, n. 1980)
- Doug Howlett, ex rugbista a 15 neozelandese (Auckland, n. 1978)

## Saggisti(1)
- Douglas Hofstadter, saggista e filosofo statunitense (New York, n. 1945)

## Sceneggiatori(3)
- Doug Goldstein, sceneggiatore, produttore televisivo e regista statunitense (New York, n. 1971)
- Douglas McGrath, sceneggiatore, regista e attore statunitense (New York, n. 1958 - New York, † 2022)
- Douglas Day Stewart, sceneggiatore e regista statunitense (n. 1940)

## Sciatori alpini(2)
- Douglas Hedin, ex sciatore alpino svedese (n. 1990)
- Doug Lewis, ex sciatore alpino statunitense (Middlebury, n. 1964)

## Scrittori(9)
- Douglas Adams, scrittore, sceneggiatore e umorista britannico (Cambridge, n. 1952 - Santa Barbara, † 2001)
- Douglas A. Anderson, scrittore e editore britannico (n. 1959)
- Douglas Coupland, scrittore, artista e giornalista canadese (Baden-Soellingen, n. 1961)
- Douglas Jackson, scrittore scozzese (Jedburgh, n. 1956)
- Douglas William Jerrold, scrittore britannico (Londra, n. 1803 - † 1857)
- Douglas Kenney, scrittore, sceneggiatore e produttore cinematografico statunitense (West Palm Beach, n. 1946 - Kauai, † 1980)
- Douglas Lindsay, scrittore scozzese (n. 1964)
- Douglas Preston, scrittore statunitense (Cambridge, n. 1956)
- Douglas Stuart, scrittore statunitense (Glasgow, n. 1976)

## Scrittori di fantascienza(1)
- Douglas Smith, autore di fantascienza canadese

## Sollevatori(1)
- Doug Hepburn, sollevatore canadese (Vancouver, n. 1926 - Vancouver, † 2000)

## Tennisti(1)
- Douglas Turner, tennista statunitense

## Velocisti(1)
- Douglas Walker, ex velocista britannico (Inverness, n. 1973)

## Vescovi anglicani(1)
- Geoffrey Rowell, vescovo anglicano e vescovo vetero-cattolico britannico (Alton, n. 1943 - Chichester, † 2017)

## Vescovi cattolici(2)
- Douglas John Lucia, vescovo cattolico statunitense (Plattsburgh, n. 1963)
- Douglas Regattieri, vescovo cattolico italiano (Concordia sulla Secchia, n. 1949)

## Wrestler(5)
- Ox Baker, wrestler statunitense (Sedalia, n. 1934 - Hartford, † 2014)
- Doug Basham, ex wrestler statunitense (Louisville, n. 1971)
- Eric Embry, ex wrestler statunitense (Kentucky, n. 1959)
- Doug Gilbert, wrestler statunitense (Lexington, n. 1969)
- Doug Williams, wrestler britannico (Reading, n. 1972)

## Senza attività specificata(1)
- Douglas Shearer, effettista canadese (Westmount, n. 1899 - Culver City, † 1971)